# Prix de la Fondation Yves-Landry
La Fondation Yves-Landry a été créée à la suite du décès de G. Yves Landry en 1998. Elle est dirigée par Michael Sherrard. 
Elle a pour but de permettre au monde des affaires, de l'éducation et aux gouvernements de travailler de concert pour permettre des avancements technologiques en éducation pour permettre de combler le besoin de main-d'œuvre qualifiée des industries au Canada.
Elle remet annuellement des prix d'excellence prestigieux pour ceux qui contribuent à son objectif.

## Lauréats - Personnalité de l'année
- 2001 - Laurent Beaudoin
- 2002 - Keith F. Eaman et Bradley D. Griffiths
- 2003 - A. Charles Baillie
- 2004 - Frank Stronach
- 2005 - Frank Hasenfratz
- 2006 - Ralph Klein

## Lauréats - Compagnie de l'année
- 2001 - Magna International
- 2002 - Dofasco
- 2003 - Automation Tooling Systems
- 2004 - Research In Motion
- 2005 - Valiant Corporation
- 2006 - Mold-Masters